# A74(M) (Groot-Brittannië)

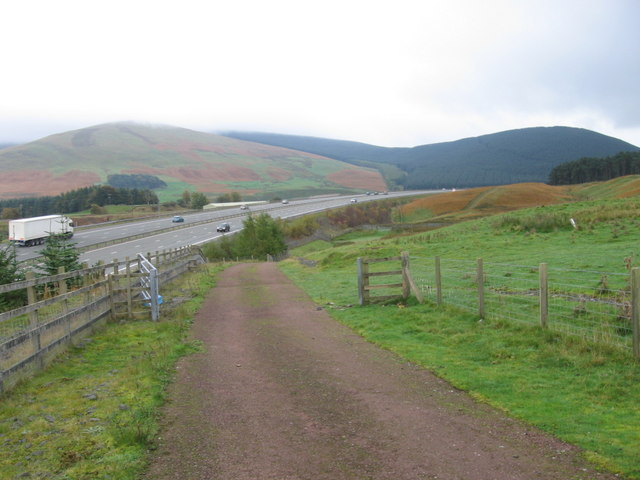
De A74(M) ten zuiden van Crawford

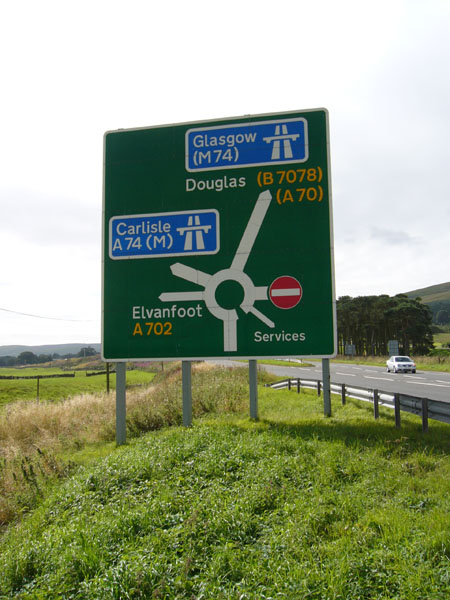
Splitsing A74(M) en M74

De A74(M) is een autosnelweg in Groot-Brittannië. De snelweg is 72 kilometer lang en verbindt de M6 met de M74. De A74(M) werd aangelegd tussen 1991 en 1991. Het noordwestelijke eindpunt is Abington (waar de A74(M) overgaat in de M74), het zuidelijk eindpunt is Longtown (waar de A74(M) overgaat in de M6.
Groot-Brittannië:
M1 · M2 · M3 · M4 · M5 · M6 · M6 Toll · M8 · M9 · M10 · M11 · M18 · M20 · M23 · M25 · M26 · M27 · M32 · M40 · M42 · M45 · M48 · M49 · M50 · M53 · M54 · M55 · M56 · M57 · M58 · M60 · M61 · M62 · M65 · M66 · M67 · M69 · M73 · M74 · M77 · M80 · M90 · M180 · M181 · M271 · M275 · M602 · M606 · M621 · M876 · M898
A1(M) · A3(M) · A38(M) · A48(M) · A57(M) · A58(M) · A64(M) · A66(M) · A74(M) · A167(M) · A194(M) · A308(M) · A329(M) · A404(M) · A601(M) · A627(M) · A823(M)
Noord-Ierland:
M1 · M2 · M3 · M5 · M12 · M22 · A8(M)